# Cheongju (boisson)
 (avril 2021).
Si vous disposez d'ouvrages ou d'articles de référence ou si vous connaissez des sites web de qualité traitant du thème abordé ici, merci de compléter l'article en donnant les références utiles à sa vérifiabilité et en les liant à la section « Notes et références ».

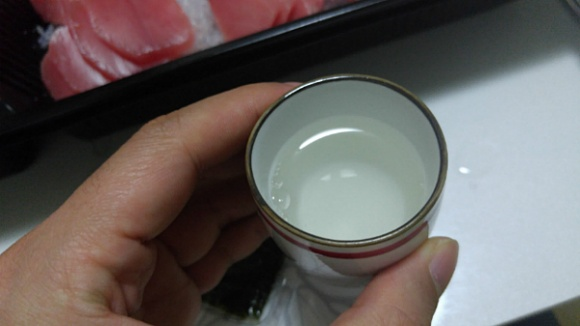
Cheongju

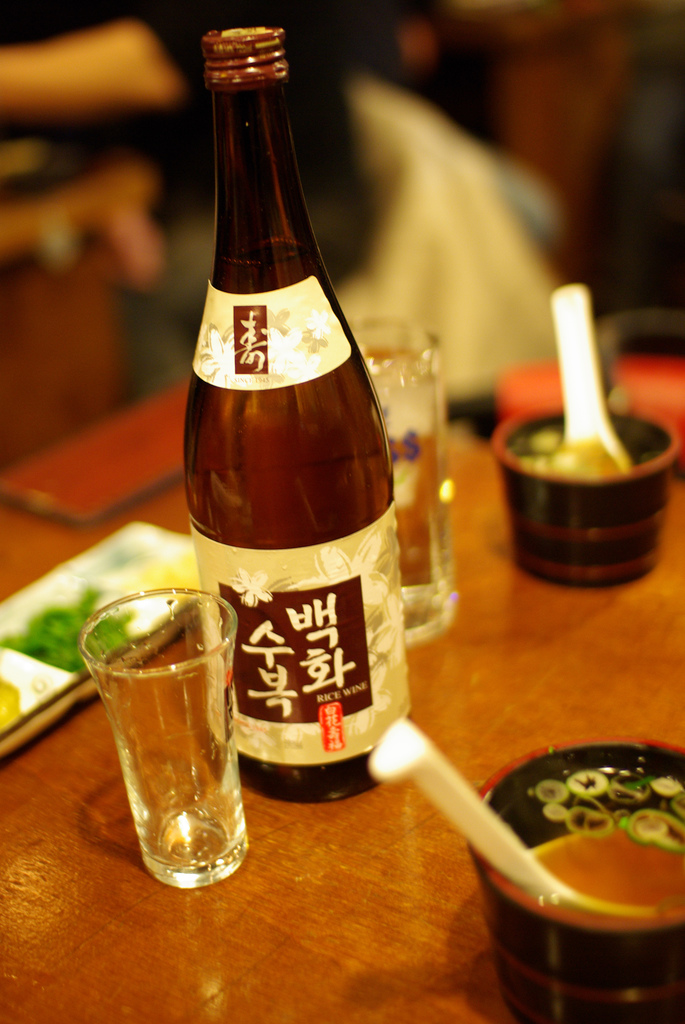
Bouteille de cheongju

Le cheongju (청주, litt. alcool clair) ou yakju (약주) est un alcool de riz coréen de type bière traditionnelle, équivalent du saké japonais. C'est une boisson fermentée datant de plus de 300 ans, obtenue en 15 jours avec de l'eau, du riz glutineux et du nuruk, un ferment de type Aspergillus oryzae). 
Contrairement au makgeolli il est clair et limpide. En effet, il est filtré au moyen d'une passoire en bambou appelée yongsu. Son taux d'alcool avoisine les 17 %. 
Le beopju (법주, litt. alcool légal) ou myeongyakju de Gyeongju en est une très ancienne variante subissant une seconde fermentation durant 100 jours. Le baekhaju (백하주) et le heukmeeju (hangul: 흑미주) en sont d'autres variantes à base de riz brun ou noir.